# Ciech

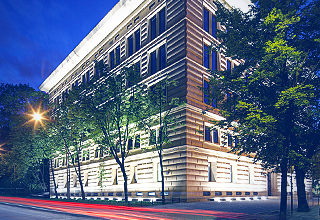
Офісна будівля компанії

Ciech S.A.  — польський виробничий холдинг, що працює в хімічному секторі.
Ciech, є другий за величиною виробників кальцинованої соди в Європі, найбільший польський виробник хімікатів для захисту рослин та найбільший польський виробник випареної солі. Має виробничі підприємства в Польщі, Німеччині та Румунії. З лютого 2005 року Ciech котирується на Варшавській фондовій біржі. У 2016 році акції Ciech були допущені до одночасної торгівлі на Франкфуртській фондовій біржі під подвійним лістингом.

## Діяльність
Основною продукцією Ciech Group є: кальцинована сода (друге місце як постачальник в Європі), харчова сода, сіль, хімікати для захисту рослин, епоксидні та поліефірні смоли та інші продукти органічної хімії, що використовуються у склі, меблах, хімії, будівництві. і сільського господарства.

## Історія
У 1945 році було створено Центр хімічного імпорту та експорту (пол. Centrala Importowo-Eksportowa Chemikalii) i Апарат Хімічний Sp. z o.o. (пол. Aparatury Chemicznej Sp. z o.o.). У 1952 році назву було змінено на "Ciech" Centrala Importowo-Eksportowa Chemikalii Sp. z o.o., а в 1995 році після перетворення в акціонерне товариство зареєстровано Ciech S.A. До 1990-х років Ciech, як один із «центрів зовнішньої торгівлі», був практично монополістом у торгівлі хімічною сировиною. Він забезпечував, серед інших приблизно 90% сирої нафти для польських нафтопереробних заводів.
У 2006–2008 рр. до керівних органів компанії входили люди, пов’язані з партією ПІС. Президентом був Мірослав Кохальський, а одним із членів правління був Войцех Вардацький. Вардацький був звільнений Загальними зборами акціонерів 2 квітня 2008 року. Кохальський, який був президентом з 24 липня 2006 року, не отримав схвалення Загальними зборами акціонерів (представник Держказначейства від голосування утримався) і пішов у відставку 11 липня 2008 р. Його обов’язки обійняв член правління Ришард Куницький, якого загальні збори акціонерів у серпні 2008 року офіційно призначили на посаду президента правління.

## Структура Групи Ciech SA
Група Ciech працює в рамках 8 великих дочірніх компаній Ciech SA:
Сегмент соди:
- Ciech Сода Польща
- Ciech Soda Deutschland
- Ciech Сода Румунія

Органічний сегмент:
- Ciech Саржина
- Ciech Піанкі
- Проплан[15]

Силікати та скляний сегмент
- Ciech Vitrosilicon

Транспортний сегмент
- Ciech Cargo